# Locomotiva FS 801
Le locomotive 801 delle Ferrovie dello Stato erano locotender  a due assi accoppiati, a vapore saturo a 2 cilindri e semplice espansione. 

## Storia
Furono costruite tra 1880 e 1884 in 8 esemplari, di cui 6 dalla Krauss e due dalle Officine Ferroviarie di Napoli per la Rete Adriatica, ove furono immatricolate nel gruppo 210, e per la Rete Mediterranea ove ricevettero i numeri 6001–6002. 
In seguito alla statizzazione delle ferrovie italiane e al riscatto delle "Reti", dal 1905 in poi, vennero acquisite dalle Ferrovie dello Stato e incorporate nel parco locomotive FS assumendo la classificazione di gruppo 801.
Data la loro piccola prestazione le locomotive vennero adibite alla manovra ma furono presto radiate.

## Caratteristiche
Le locomotive erano a vapore saturo e semplice espansione a 2 cilindri esterni. La distribuzione era di tipo Allan. La massa era di solo 16,7 t e sviluppavano una potenza di 110 kW. Le scorte d'acqua assommavano a 3 m³ e quelle di carbone a 1 tonnellata. La velocità massima raggiungibile era di 50 km/h.